# Joe Mullins
Joe Mullins (eigentlich Joseph C. Mullins; * 18. Oktober 1937 in Glace Bay, Nova Scotia) ist ein ehemaliger kanadischer Mittelstreckenläufer und Sprinter.
1958 kam er bei den British Empire and Commonwealth Games in Cardiff mit der kanadischen 4-mal-440-Yards-Stafette auf den vierten Platz und scheiterte über 880 Yards im Vorlauf.
Bei den Olympischen Spielen 1960 in Rom schied er über 800 und 1500 Meter in der ersten Runde aus und erreichte mit der kanadischen Mannschaft das Halbfinale in der 4-mal-400-Meter-Staffel.
1958 wurde er Kanadischer Meister über 880 Yards.

## Persönliche Bestzeiten
- 440 yds: 48,9 s, 1959
- 800 m: 1:48,3 min, 16. Mai 1959, Norman
- 1500 m: 3:53,1 min, 3. September 1960, Rom